# Наташа Водін
Наташа Водін (укр. Вдовіна Наталія Миколаївна) (нар. 8 грудня 1945 в місті Фюрт) — німецька письменниця та перекладачка українського походження.

## Біографія
Наташа Водін народилася 8 грудня 1945 року в німецькому місті Фюрт. Вона є дитиною радянських підневільних працівників. Після декілька років у дитячому католицькому будинку, де вона була поміщена після самогубства матері, Водін почала працювати друкаркою та телефонним оператором. На початку сімдесятих років вона закінчила мовну школу та була однією з перших перекладачів, які відвідали Радянський Союз від імені західнонімецьких компаній та культурних установ. Наташа Водін почала перекладати з російської мови твори Єрофеєва, Ґінзбурґ, Бітова та інших. З 1980 року вона є вільною письменницею. Деякий час жила у Москві, Мюнхені та Нюрнберзі. З 1994 року мешкає в Берліні. 
У своїх творах Наташа Водін досліджує зокрема теми неприкаяності, відчуження та існування як чужинець. Її роман «Sie kam aus Mariupol» (Вона була з Маріуполя), який оповідає про долю матері Наташі, був нагороджений премією Лейпцизького книжкового ярмарку 2017 року в категорії "Белетристика". 2019 року чернівецьке видавництво «Книги XXI» опублікувало цей роман українською в перекладі Христини Назаркевич. Наприкінці серпня 2018 р. у видавництві «Rowohlt» побачить світ новий роман Водін «Irgendwo in diesem Dunkel» (Десь у цій темряві).  У ньому авторка занурюється в життя свого батька, який ніколи не був із нею близьким.  

## Доробок
- «Прозоре місто» (Die gläserne Stadt.) — 1983
- «Надя: Листи з Росії» (Nadja: Briefe aus Russland) — 1984
- «В'язниця мови» (Das Sprachverlies) — 1987
- «Один лише раз живе Я» (Einmal lebt ich) — 1989
- «Сергій. Грецький щоденник» (Sergej. Griechisches Tagebuch) — 1993
- «Винахід любові» (Erfindung einer Liebe) — 1993
- «Шлюб» (Die Ehe) — 1997
- «Співання риб» (Das Singen der Fische) — 2001
- «Нічні брати та сестри» (Nachtgeschwister) — 2009
- «Старе закордоння» (Alter, fremdes Land)- 2014
- «Вона була з Маріуполя» (Sie kam aus Mariupol) — 2017
- «Десь у цій темряві» (Irgendwo in diesem Dunkel) — 2018
- «Сльози Насті» (Nastjas Tränen) — 2021

## Визнання
- Премія братів Грімм міста Ганау (1989 та 2009)